# Giancarlo Loquenzi

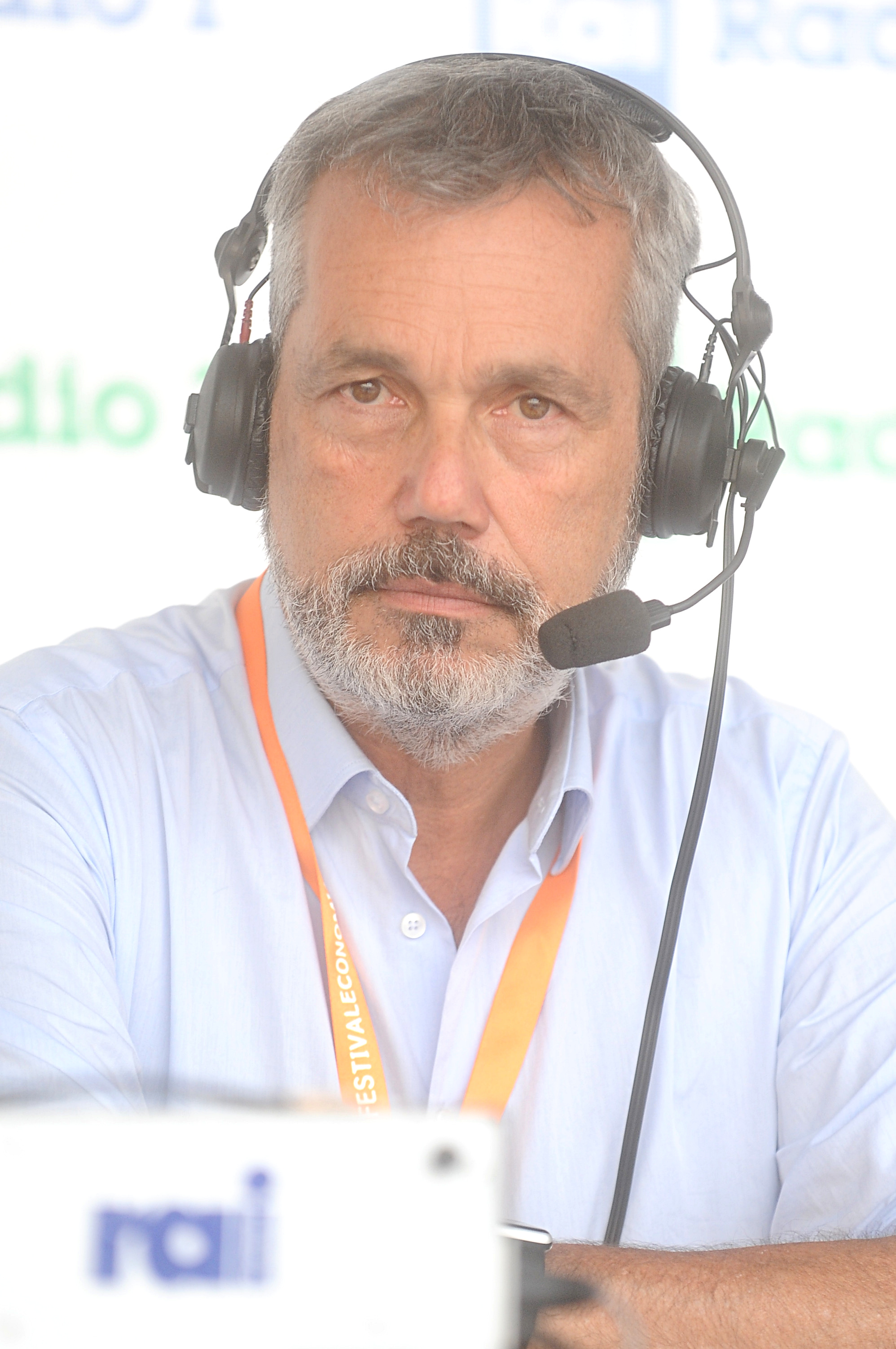
Giancarlo Loquenzi mentre conduce Zapping da Piazza Duomo a Trento in occasione del Festival dell'Economia.

Giancarlo Loquenzi (Roma, 18 giugno 1960) è un giornalista e conduttore radiofonico italiano.

## Biografia
Ha cominciato a fare il giornalista nel 1978 a Radio Radicale, di cui è stato direttore per 5 anni. 
È successivamente passato al quotidiano L'Indipendente, fondato da Ricardo Franco Levi. 
Terminata l'esperienza de l'Indipendente è stato tra i fondatori de Il Foglio di Giuliano Ferrara dove è rimasto per 3 anni come caporedattore a Roma. Ha poi svolto il ruolo di vicedirettore di Liberal, il settimanale diretto da Ferdinando Adornato.
È stato chiamato dal Sole 24 Ore presso la neonata Radio 24 nel 2000. 
Da Milano è tornato a Roma come direttore delle relazioni istituzionali di Telepiù.
Nel 2003 è stato scelto come capo ufficio Stampa del Senato della Repubblica fino al 2007.
Nel 2007, attraverso l'esperienza della Fondazione Magna Carta, ha dato vita a L'Occidentale il quotidiano on line di cui è stato direttore per 5 anni.
Ha collaborato con REDTV e Radio 3 ed è stato editorialista de Il Tempo.
Ha condotto i programmi di Radio 1 Prima di domani e dal 2 luglio 2012 al 12 giugno 2014 Zapping, da lui ribattezzato Zapping duepuntozero, ove è stato poi sostituito da Ruggero Po. Successivamente conduce sempre per Radio 1 Dovestate e dal 15 settembre 2014 Bianco e nero. Dal 5 settembre 2016 ha ripreso la conduzione di Zapping, sostituito da Carlo Cianetti dal 30 luglio al 31 agosto 2018.